# Гоув, Майкл
Майкл Эндрю Гоув (англ. Michael Andrew Gove; род. 26 августа 1967, Эдинбург, Шотландия) — британский государственный деятель, член Консервативной партии. Министр жилищно-коммунального хозяйства, общин и местного самоуправления Великобритании (2021 — июль 2022, октябрь 2022—2024).
Министр юстиции Великобритании; лорд-канцлер во втором кабинете Дэвида Кэмерона (2015—2016), министр окружающей среды, продовольствия и сельского хозяйства во втором кабинете Терезы Мэй (2017—2019), Канцлер герцогства Ланкастерского (2019—2021).

## Биография

### Ранние годы
Майкл Эндрю Гоув родился 26 августа 1967 года в Эдинбурге (Шотландия), усыновлён в четырёхмесячном возрасте. Отец занимался бизнесом в рыбообрабатывающей отрасли в Абердине, мать работала ассистентом в лаборатории Абердинского университета, а также с глухими детьми. В детстве Майкл сменил несколько государственных и частных школ.
Учился в абердинском независимом колледже имени Роберта Гордона и в колледже Леди Маргарет Холл Оксфордского университета (в последнем — в 1985-88 годах — английскому, окончил его; был президентом Оксфордского союза). По окончании университета стал журналистом — работал репортёром в Абердине для изданий The Press и Journal, исследователем и репортёром на шотландском телевидении и репортёром в BBC, а затем помощником редактора в Times.

### Политическая карьера
5 мая 2005 года по итогам парламентских выборов впервые избран в Палату общин от Консервативной партии в избирательном округе Сюррей Хит. С 2005 по 2007 год являлся теневым младшим министром жилищного строительства, с 2007 по 2010 — теневым министром по делам детей, школ и семьи.
6 мая 2010 года состоялись парламентские выборы, на которых Консервативная партия добилась относительного большинства, и 11 мая 2010 года Дэвид Кэмерон сформировал коалиционное правительство, в котором Гоув получил портфель министра образования.
15 июля 2014 года назначен старшим парламентским организатором (Government Chief Whip) в Палате общин (в соответствии с этим назначением он автоматически получил должность парламентского секретаря Казначейства, которая давала ему право в случае необходимости участвовать в заседаниях правительства).
9 мая 2015 назначен министром юстиции и лордом-канцлером во втором кабинете Кэмерона.
В преддверии референдума о членстве Великобритании в Евросоюзе агитировал за выход из ЕС, утверждая, что такой шаг позволит стране стать «маяком прогресса для всего мира».
14 июля 2016 года был сформирован первый кабинет Терезы Мэй, в котором портфель министра юстиции и лорда-канцлера достался Лиз Трасс, а Гоув не получил никакой должности.
11 июня 2017 года при формировании второго кабинета Мэй получил портфель министра окружающей среды, продовольствия и сельского хозяйства.
После объявления об отставке Терезы Мэй принял участие в выборах нового лидера консерваторов и 20 июня 2019 года в пятом туре получил 75 голосов парламентариев в свою поддержку (лидера гонки Бориса Джонсона поддержали 160 депутатов, Джереми Ханта — 77). Снял свою кандидатуру, и Хант вышел вместе с Джонсоном на последний решающий этап борьбы за лидерство — общее голосование членов партии.
24 июля 2019 года назначен канцлером герцогства Ланкастерского при формировании правительства Бориса Джонсона.
15 сентября 2021 года перемещён на должность министра жилищно-коммунального хозяйства, общин и местного самоуправления во втором правительстве Джонсона.
6 июля 2022 года уволен с должности после публично высказанного требования к премьер-министру Джонсону уйти в отставку.
25 октября 2022 года по завершении правительственного кризиса был сформирован кабинет Риши Сунака, в котором Гоув вновь был назначен министром жилищного хозяйства.
24 мая 2024 года Майкл Гоув заявил, что не будет баллотироваться на предстоящих выборах.
5 июля 2024 года после поражения консерваторов на парламентских выборах было сформировано лейбористское правительство Кира Стармера, в котором преемником Гоува стала Анджела Рэйнер.